# John Entwistle
John Alec Entwistle, angleški glasbenik, * 9. oktober 1944, † 27. junij 2002.
Entwistle je bil basist angleške rock skupine The Who. Njegova vzdevka sta »The Ox« in »Thunderfingers«. Njegov agresiven zvok je vplival na številne rock in metal basiste (Chris Squire, Steve Harris, Geddy Lee, Phil Lesh, Cliff Burton, Billy Sheehan, Lemmy Kilmister, Geezer Butler).
V zgodnjih 60. letih je z kitaristom Petom Townshendom osnoval duo The Confederates, kasneje pa se je pridružil skupini The Detours, katere vodja je bil Roger Daltrey. Prav ta band se je kasneje razvil v The Who. Proti koncu svoje kariere je osnoval tudi The John Entwistle Band z dolgoletnim prijateljem Stevom Luongom kot bobnarjem. V tej skupini je bil tudi Godfrey Townsend (ni sorodstvene vezi z Townshendom) kot glavni pevec in kitarist.
Legendaren je bil po svojem delu pesmi My Generation, pa tudi po svoji zmožnosti, da lahko je, pije in dela več kot ostali. Znan je tudi po tem, da je bil »najtišji človek v zasebnem življenju, najglasnejši na odru«. Ti dve lastnosti sta mu prislužili vzdevek »The Ox«. Znan je bil tudi po svojem temnem, morbidnem smislu za humor, ki se razkriva v pesmih, kot so My Wife, Boris The Spider, ... V pesem 5:15 je od leta 1996 pa do svoje smrti leta 2002 vključil tudi dolg bas solo. Posnetek verzije te pesmi iz albuma Live At The Royal Albert Hall traja 11:40 minut.
Skozi kariero je uporabljal opremo različnih proizvajalcev npr. Fender, Rickenbacker, Alembic, Warwick, Status... Ob svoji smrti si je lastil zbirko preko 200 inštrumentov. V devetdesetih je začel uporabljati Status Buzzard, svojo lastno obliko bas kitare, ki je zgrajena 100 % iz enega kosa grafita. Narejena je posebej za njegov priljubljen stil igranja, tapping. Po njegovi smrti je Warwick skozi sodišče Statusu prepovedal izdelavo novih Buzzardov.
Leta 2000 ga je revija Guitar proglasila za »basista tisočletja« (Bassist of the Millennium).
Umrl je 27. junija 2002 v Hard Rock Hotelu v Las Vegasu zaradi infarkta.